# Xanthia purpurago
Xanthia purpurago là một loài bướm đêm trong họ Noctuidae.